# Iglesia de San Jorge (Tiflis)
Iglesia de San Jorge (en armenio: Սուրբ Գևորգ եկեղեցի, Surb Gevorg yekeghetsi; en georgiano: სურფგევორქი, sur′pgevork′i) es una iglesia armenia del siglo XIII situada en la ciudad vieja de Tiflis, Capital de Georgia. Es una de las dos iglesias armenias de Tiflis en funcionamiento y es la catedral de la diócesis georgiana de la Iglesia Apostólica Armenia. Se encuentra en la esquina suroeste de la plaza Vakhtang Gorgasali. Plaza (Meidani) y está dominada por las ruinas de la fortaleza Narikala.

## Historia

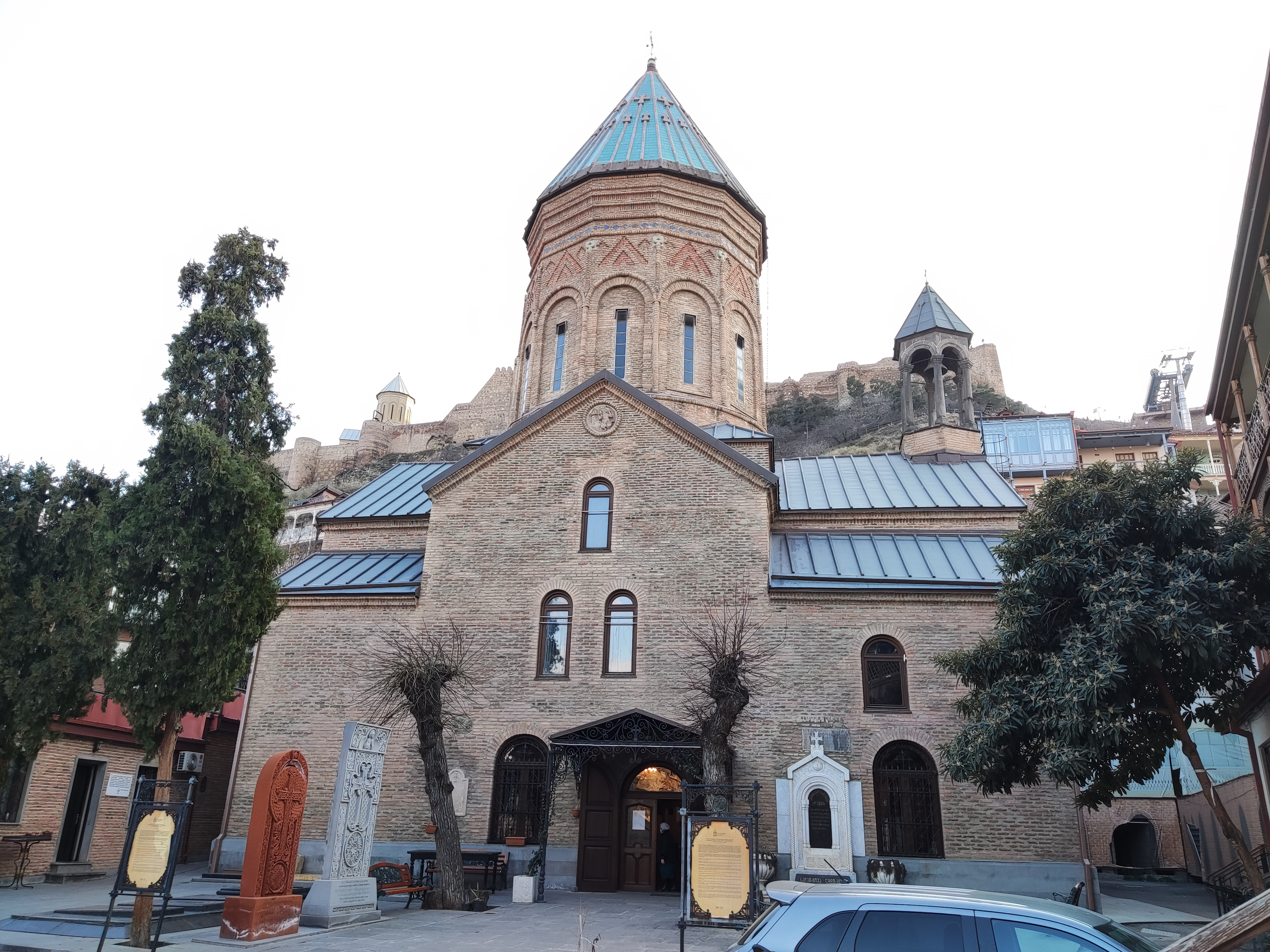
La iglesia y el patio

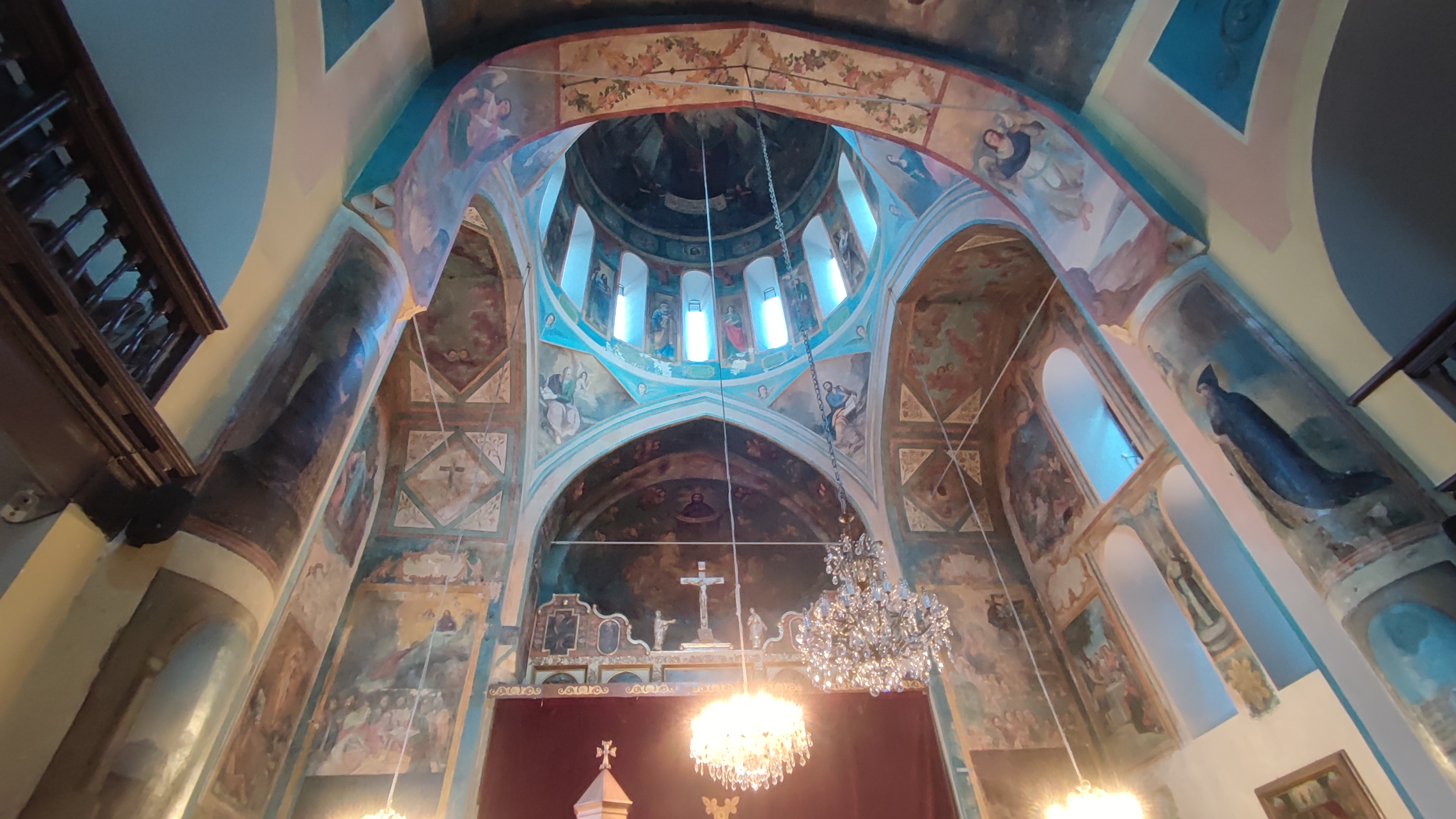
Interior de la iglesia

Según el sitio web del municipio de Tiflis, la zona donde se encuentra la iglesia perteneció al distrito de la prisión durante la Edad Media, de ahí el nombre georgiano ocasional, Tsikhisdidi (tsikhe = prisión, didi = grande).
Según los historiadores armenios Hovsep Orbeli y Levon Melikset-Bek, la iglesia se fundó en 1251. La fecha se propuso basándose en una inscripción árabe en un khachkar sobre la puerta occidental del patio de la iglesia. Según el cronista del siglo XIII Hovhannes Erznkatsi, la iglesia fue construida por el príncipe Umek de Karin (Erzurum). Según Jean-Michel Thierry, Umek era un rico comerciante que se estableció en Tiflis, y se casó con la princesa Mama Vahtangian, hija de la Hasan Jalal Vahtangian, Gran Príncipe del  Principado de Jachen (gobernó 1214-61). Sin embargo, el sitio web de la diócesis de la Iglesia Apostólica Armenia en Georgia afirma que la iglesia existía mucho antes del siglo XIII y que Erznkatsi se refiere a la reconstrucción de la iglesia y no a su construcción por Umek. Según la diócesis Armenia, la iglesia podría haber sido fundada ya en el año 631.
La iglesia fue donada a la guarnición persa por Safavid Shah Abbas I de Persia en 1616 y devuelta a la comunidad armenia en 1748 por el rey Heraclio II de Georgia. Fue incendiada cuando los persas sacraron Tiflis en 1795. La iglesia fue restaurada a fondo en el siglo XVII, y de nuevo en 1832 y 1881.
Se convirtió en la sede de la diócesis georgiana de la Iglesia Apostólica Armenia después de que el Catedral de Vank fuera demolido por las autoridades soviéticas en la década de 1930.

## Arquitectura y frescos
La iglesia está construida según el esquema tradicional de una cruz abierta y dividida con un perímetro rectangular. Como la mayoría de las iglesias de Tiflis, está construida en ladrillo. Los muros exteriores de la iglesia están recubiertos de estuco.
Pinturas de Hovnatan Hovnatanian de finales del siglo XVIII decoran el interior de la iglesia. Entre 1922 y 1923, Gevorg Bashinjaghian decoró las paredes interiores de la iglesia, el altar y las paredes de delante, creando cuatro grandes murales: Jesús en el huerto de Getsemaní, El arrepentimiento de Judas, Jesús y los barqueros, Tiempo de cosecha.